# Kenali Asam Bawah
Kenali Asam Bawah is een bestuurslaag in het regentschap Jambi van de provincie Jambi, Indonesië. Kenali Asam Bawah telt 16.381 inwoners (volkstelling 2010).

## Olieveld
Tussen het vliegveld Paal Merah en Kenali Asam lag een olieterrein. Het werd in 1931 ontdekt door de Nederlandsch-Indische Aardolie Maatschappij (NIAM), die onder Simon de Graaff in 1921 was opgericht en deels van de overheid was en deels van de BPM. 

Hier werd in 1948 zwaar gevochten tijdens de tweede politionele acties (Operatie Kraai).